# Albert Dulk

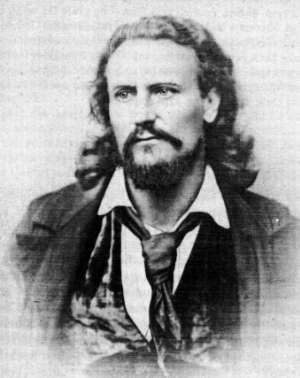
Albert Friedrich Benno Dulk, 1855

Albert Friedrich Benno Dulk, född 17 juni 1819 i Königsberg (nuvarande Kaliningrad), död 29 oktober 1884 i Stuttgart, var en tysk författare.
Dulk, som deltog i 1848 års revolution, skrev en rad skådespel, som Simson (1859) samt Jesus der Christ (1865). I prosaskrifterna Thier oder Mensch (1872), Stimme der Menschheit (två band, 1876–1880), Was ist von der christlichen Kirche zu halten? (1877) och Der Irrgang des Leben Jesu (1884–1885) bekämpade Dulk den kristna världsåskådningen.